# Paramaevia
Paramaevia Barnes, 1955 è un genere di ragni appartenente alla famiglia Salticidae.

## Distribuzione
Le 3 specie sono state reperite negli USA.

## Tassonomia
Per la descrizione delle caratteristiche di questo genere sono stati esaminati gli esemplari tipo di Maevia poultoni (Barnes, 1955).
Questo genere era ritenuto sinonimo di Maevia Edwards, 1977; considerazione respinta a seguito di uno studio di Prószyński (2017b); descritto come sottogenere di Maevia, è stato elevato al rango di genere da un lavoro di Barnes del 1958.
Non sono stati esaminati esemplari di questo genere dal 2017.
Attualmente, a gennaio 2022, si compone di 3 specie:
- Paramaevia hobbsae (Barnes, 1955) — USA
- Paramaevia michelsoni (Barnes, 1955) — USA
- Paramaevia poultoni (Peckham & Peckham, 1901)[2] — USA